# قطعنامه ۱۶۷۶ شورای امنیت
قطعنامه ۱۶۷۶ شورای امنیت سازمان ملل متحد که در تاریخ ۱۰ مه ۲۰۰۶ تصویب شد، سندی بین‌المللی دربارهٔ بررسی وضعیت در سومالی است. این قطعنامه طی نشست ۵۴۳۵ام با ۱۵ رای موافق، ۰ مخالف و ۰ ممتنع تصویب شد.